# Рудаевка
Рудаевка — село в Кантемировском районе Воронежской области России.
Входит в состав Титаревского сельского поселения.

## География

### Улицы
- ул. Садовая,
- ул. Центральная.

## История
Основано выходцами из соседнего села Талы в конце XVIII века. Название получило по фамилии первого поселенца — Рудаева. 

## Население
- 2000 - 286 чел.;
- 2005 - 252 чел.;
- 2010 - 214 чел.